# Lourinhanosaurus
Genre
Espèce
Lourinhanosaurus est un genre de dinosaures théropodes de type allosauridés/sinraptoridés, découvert en 1982[réf. nécessaire], dont le nom signifie « reptile de Lourinha ». Il a vécu au Portugal (Lourinhã), au Jurassique supérieur (140 millions d'années).
On n'en connaît qu'une espèce : Lourinhanosaurus autunesi.

## Description
Carnivore, Lourinhanosaurus devait mesurer de 4 à 6 m de long et peser près d'une 1 tonne[réf. nécessaire].

## Inventaire des fossiles retrouvés
- Holotype ML-370: squelette partiel en articulation comprenant, vertèbres, chevrons, deux fémurs, tibia incomplet, fibula partielle, ilion, pubis, ischion incomplet. A rattacher aussi à cette espèce des aires de ponte comprenant des œufs non incubés mais aussi des restes d'embryons comprenant des restes crâniens, des dents isolées, des vertèbres, des os des membres, et ce pour la première fois pour un Carnosauria.